# Spring City (Pennsylvanie)
Spring City est un borough situé au sud-ouest du comté de Chester, en Pennsylvanie, aux États-Unis,. En 2010, il comptait une population de 3 323 habitants. Il est incorporé en 1867.

## Démographie
Lors du recensement de 2010, le borough comptait une population de 3 323 habitants. Elle est estimée, en 2019, à 3 437 habitants.

### Source de la traduction
- (en) Cet article est partiellement ou en totalité issu de l’article de Wikipédia en anglais intitulé « Spring City, Pennsylvania » (voir la liste des auteurs).